# オコンネル (小惑星)
オコンネル (4927 O'Connell) は、小惑星帯にある小惑星。1982年に、クレチ天文台でズデニカ・ヴァーヴロヴァーによって発見された。
アイルランド解放運動の指導者、ダニエル・オコンネル (Daniel O'Connell) に因んで命名された。